# Stade olympique de Gafsa
Le stade olympique de Gafsa (arabe : الملعب الأولمبي بقفصة) ou stade Mohamed-Rouached est un stade multidisciplinaire de Gafsa (Tunisie). Inauguré en 1996, il accueille les matchs d'El Gawafel sportives de Gafsa.
Sa capacité d'accueil est de 7 000 spectateurs.